# 格鲁门公司

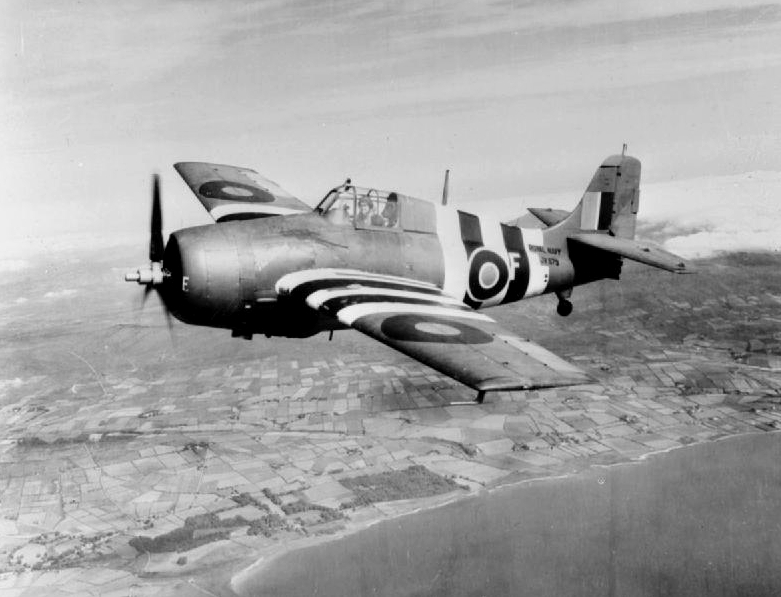
F4F野貓戰機

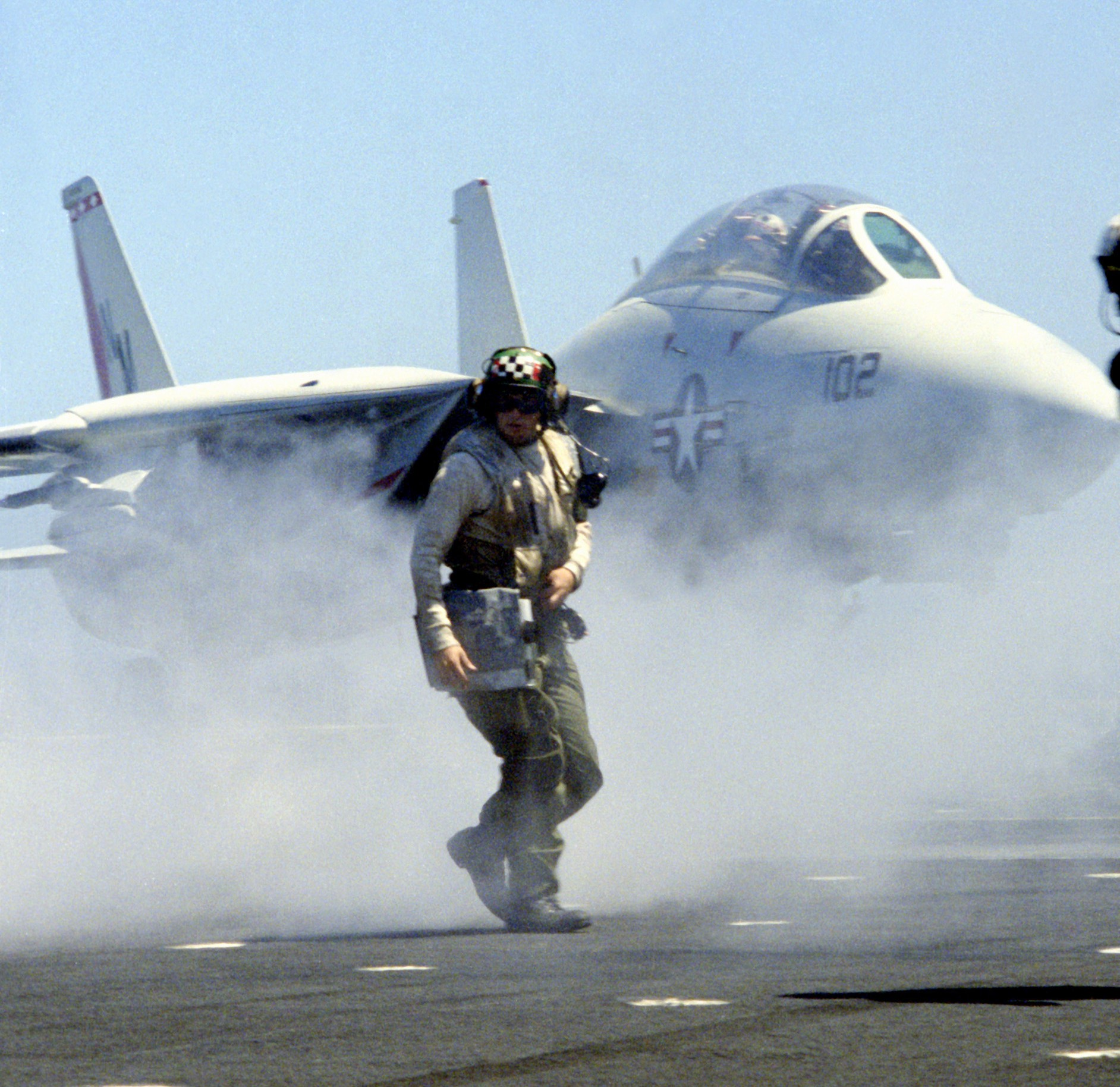
F-14是格鲁门公司經典之作

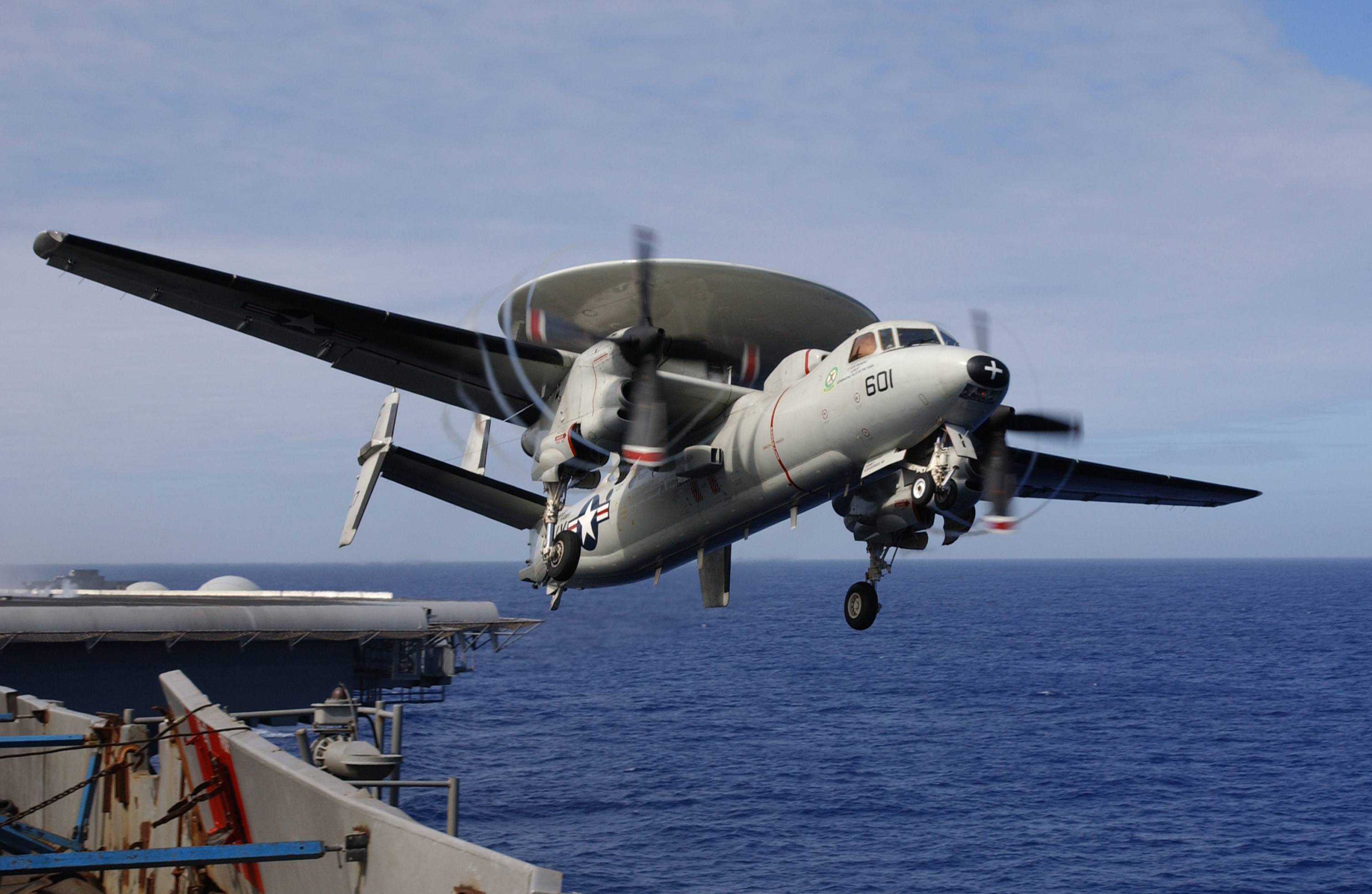
E-2預警機

格鲁曼航空航天公司（英語：Grumman Aerospace Corporation，前稱Grumman Aircraft Engineering Corporation）是美国主要的航空航天設備制造商之一。于1929年由勒罗伊·格鲁曼和杰克·斯沃巴尔创建。1994年同诺斯洛普公司合併成为諾斯洛普·格魯門公司。

## 公司成立起源
格拉曼在與合夥人成立公司前，原職是洛寧航空機械公司的工程師兼試飛員，在洛寧公司最後的職務已是廠長；在1928年楔石飛機公司與洛寧合併，且決定將公司從紐約州搬遷至賓夕法尼亞州水牛城時，格拉曼和幾位洛寧公司的工程師決定離職自立門戶，與他同進退的合作夥伴包括埃德蒙·沃德·普尔、杰克·斯沃巴尔、威廉·T·施文德勒、克林顿·托爾（E. Clinton Towl），幾個人買下了考克斯-克萊明飛機公司，這間公司位於紐約長島，1925年破產；公司名稱以格拉曼命名原因是這幾位合資者當中格拉曼是最大出資者。
格拉曼飛機公司在1929年12月5日申請成立，1930年1月2日開始營運；格拉曼公司的初期業務除了維修洛寧公司的飛機，焊接卡車的鋁構骨架外，它們積極向美國海軍爭取生意訂單；格拉曼公司以當時首創的可收縮起落架為賣點，推銷給美國海軍格拉曼FF戰鬥機：一架有伸縮式起落架的雙翼機。在1930年代，格拉曼多度贏得美國海軍訂單，讓公司營運漸入佳境。由于格拉曼公司的产品的高可靠性，人们经常把格拉曼公司生产的飞机成为“格鲁曼铁器”（Grumman Iron Works）。

## 二次世界大戰期間
第二次世界大战期间，格魯門是美國海軍主要的艦載機來源。格魯門第一架單翼艦上戰鬥機F4F野貓是以在競標時輸給F2M雙翼機設计改良之後，重新獲得軍方採用，並且外銷英國皇家海軍使用，面對日本零式戰機時，F4F是美國海軍唯一能夠支撐戰局的艦載機。F6F地獄貓是格魯門針對零式戰機所設計新機種，配合TBF復仇者魚雷轟炸機，成為美國海軍在二次世界大戰中期以後的作戰主力。
在二次世界大戰結束前，格魯門另外推出F7F雙發動機艦上戰鬥機以及強調減輕重量的F8F熊貓戰鬥機，不過這兩架飛機都沒有機會在二戰中發揮實力。F7F於韓戰時期擔任夜間戰鬥機的任務。由於格魯門的產品與產量，日本损失的飞机中由三分之二是被格鲁曼公司的产品击落的。

## 噴射機時代
1949年格拉曼公司生產了該公司第一種噴射戰鬥機F9F，不過仍然是直線翼設計的F9F性能明顯不及米格-15戰鬥機，因此空戰的機會不如空軍的F-86。格魯門在噴射時代初期並不是很順利，麥道與沃特兩家公司分別以F-4和F-8兩架戰鬥機稱霸整個美國海軍的戰鬥機市場，格魯門在1960年代陸續推出A-6攻擊機、C-2灰狗式運輸機與E-2空中預警機。直到1970年代以F-14雄貓正式回到艦載戰鬥機的市場。

## 太空領域
格鲁曼还是阿波罗登月计划的主要参与者，共制造了13个登月舱。在阿波罗计划结束后，格鲁曼公司还参与了航天飞机的竞标，但是输给了洛克威爾。
1969年改名为格鲁曼航空航天公司。

## 冷戰結束
1980年代後期美國海軍準備升級F-14，可是冷戰結束導致國防經費大量刪減，所有提升與後續發展計畫幾乎停擺，而格拉曼對新世代技術起步過慢如匿蹤技術，當時洛克希德與诺斯洛普公司早已進行多年，但格魯曼至冷戰結束時自家仍未有任何匿蹤技術使公司失去技術優勢，在經營持續走下坡路的情況下，在1994年格鲁门黯然接受诺斯洛普公司合并要求改組為诺斯洛普·格鲁曼公司，F-14成為格魯門的最後迴響。2006年F-14自美國海軍正式退役，為格魯門的艦載戰鬥機的設計與生產歷史正式畫上休止符。

## 产品

### 其他产品
- 格鲁曼制造的火猫（Firecat）消防车

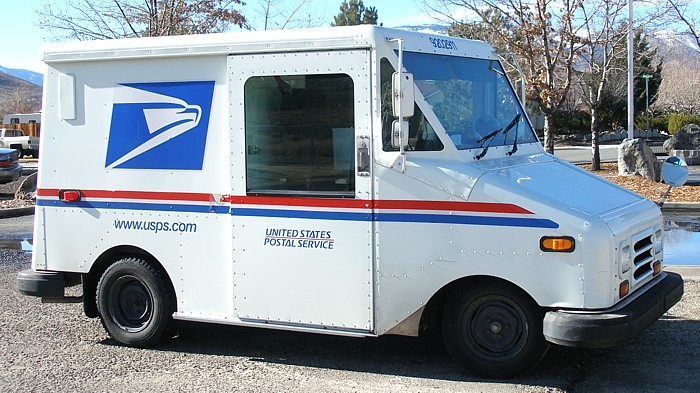
格鲁曼LLV邮政车，美国邮政

- 格鲁曼LLV邮政车，美国邮政格鲁曼LLV邮政车，被美国邮政和加拿大邮政广泛使用